# روزينيانو مونفيراتو
روزينيانو مونفيراتو (بالإيطالية: Rosignano Monferrato)‏ هي بلدية في مقاطعة ألساندريا في إقليم بييمونتي في إيطاليا.

## السكان
في سنة 1861 بلغ عدد السكان 2٬828 نسمة، وتطور العدد ليصل في سنة 2011 لـ 1٬641 نسمة.
يظهر هذا المخطط البياني تطور النمو السكاني لـ روزينيانو مونفيراتو